# Сипио (Јута)
Сипио (енгл. Scipio) град је у америчкој савезној држави Јута.

## Демографија
По попису из 2010. године број становника је 327, што је 37 (12,8%) становника више него 2000. године.
| Група             | 2000.       | 2010.       |
| Белци             | 275 (94,8%) | 320 (97,9%) |
| Афроамериканци    | 0 (0,0%)    | 0 (0,0%)    |
| Азијати           | 0 (0,0%)    | 0 (0,0%)    |
| Хиспаноамериканци | 11 (3,8%)   | 4 (1,2%)    |
| Укупно            | 290         | 327         |